# Didier Pineau-Valencienne
 (avril 2025).
Pour les articles homonymes, voir DPV.
Didier Pineau-Valencienne (DPV), né le 21 mars 1931 dans le 16e arrondissement de Paris et mort le 20 décembre 2024 à Boulogne-Billancourt,, est un chef d'entreprise français, dirigeant de Schneider Electric.
Issu d'une famille de Vendée, Didier Pineau-Valencienne fait ses études à HEC Paris, puis part aux États-Unis poursuivre ses études à la Tuck School of Business du Dartmouth College et à la Harvard Business School.
Après avoir un temps travaillé au sein du groupe Gallimard, il entre au Groupe Empain où il organise le rachat d'une partie de Schneider dans les années 1960. Il prend la tête d'une des sociétés du groupe Empain proche de la faillite : Carbonisation Et Charbon Actifs (CECA), la société est réformée et parvient à faire des bénéfices. En 1969, DPV quitte le Groupe Empain pour entrer au sein de Rhône-Poulenc, où il prend la direction de filiales en difficulté avec mission de les restructurer. Il intègre ensuite la stratégie et le contrôle de gestion du groupe, il met en place des méthodes américaines de gestion et participe à la réorientation stratégique du groupe en difficulté du fait du premier choc pétrolier. Directeur des divisions industrielles polymères et pétrochimique, il est appelé par Édouard-Jean Empain à la direction du groupe Schneider.
Nommé directeur général du groupe Empain-Schneider en 1980, Didier Pineau-Valencienne restructure le groupe en appliquant des méthodes managériales acquises chez Rhône-Poulenc : il instaure la stratégie et le contrôle de gestion à son arrivée. Il organise la transformation du groupe en cherchant à l'intégrer ce qui est alors un conglomérat d'entreprises non unifié. Les difficultés importantes du groupe, avec les effets des chocs pétroliers, et la crise économique conduisent cependant à redéfinir profondément la structure de l'entreprise. Après plusieurs mois de négociations infructueuses avec le gouvernement de Pierre Mauroy, et l'échec de l'intervention de l'État dans le groupe Creusot-Loire, Didier Pineau-Valencienne est contraint à la liquidation du groupe en 1984. Cette faillite a un grand retentissement. Cet échec, que Didier Pineau Valencienne analyse comme étant la conséquence d'une trop grande politisation du dossier, conduit à une forte restructuration du groupe Schneider, qui perd une grande partie de ses activités.
Les années 1980 marquent cependant de grandes réussites pour Didier Pineau-Valencienne : l'intégration, ainsi que la mise en place des méthodes comptables et stratégiques permettent au groupe de se réorienter dans les domaines électriques et de devenir progressivement l'un des leaders mondiaux. Les deux OPA hostiles avec Télémécanique, et avec Square D, une société américaine sont des réussites. Ces deux acquisitions font de Schneider au début des années 1990 le leader mondial des distributeurs électriques. DPV organise l'intégration progressive du groupe, alors composée de filiales, et simplifie les montages financiers en acquérant les différentes filiales du groupe afin d'attirer les actionnaires et change le nom de l'entreprise qui devient Schneider Electric. Lors d'une de ces OPA, il est inquiété par la justice belge en 1993. Il est même mis en détention préventive à Bruxelles pendant douze jours. À cette occasion, on reparle de l'enlèvement du baron Empain en 1978, qui entraîna l'abandon par celui-ci de ses responsabilités à la tête du groupe. À l'époque des rumeurs avaient évoqué une manœuvre politico-affairiste destinée à discréditer un Belge à la tête d'une entreprise qui, au fil du temps, était devenue de plus en plus française. Le jugement de 2006 n'évoque pas ce sujet et condamne seulement Didier Pineau-Valencienne pour escroquerie. Toutefois, après douze ans de procédure, le délai raisonnable étant dépassé, aucune peine n'est prononcée. Après avoir recentré l'activité du groupe sur les domaines de l'électricité, et avoir abandonné les secteurs métallurgiques et sidérurgiques de l'ancien groupe Empain, il lance en 1995 le plan Schneider 2000 afin d'accélérer l'intégration et la rentabilité du groupe, et quitte à l'âge de 66 ans la direction du groupe Schneider en 1999.
Outre la direction de Schneider, Didier Pineau-Valencienne soutient la création de l'euro, et d'une zone de libre échange. Il rend deux rapports à la demande de ministres de l'Éducation Jack Lang en 1993 et François Bayrou en 1996. Dans ces rapports, il prône le développement de l'apprentissage et l'intégration des entreprises au sein des parcours universitaires. En 1997, il devient responsable des affaires sociales et vice-président du CNPF, soutenant les stages diplômants. Dans les années 2010, il se lance dans le financement des entreprises innovantes à travers le fonds de capital-investissement Sagard, mais aussi Montaigne Capital.

## Biographie

### Enfance et études
La famille Pineau-Valencienne est originaire de Vendée. Le nom Valencienne est accolé au nom de famille Pineau, afin de ne pas faire disparaître le nom de Valencienne, grand-mère paternelle de Didier Pineau Valencienne.
Maurice Pineau-Valencienne est médecin de campagne comme son père à La Caillère-Saint-Hilaire en Vendée et épouse une Nantaise, Madeleine Dubigeon, issue d'une famille connue pour l'entreprise de chantiers navals, les Chantiers Dubigeon, spécialisée dans la construction de bricks, goélettes et trois-mâts, navires en bois . L'entreprise se remet difficilement de l'apparition des navires en acier et s'unira aux chantiers de la Loire au début du XXe siècle.
De leur union naît Didier Pineau-Valencienne. Il est très tôt marqué par la piété de sa famille, ses grands-parents priant régulièrement, mais aussi par les histoires des guerres de Vendée racontées par ses tantes. Il garde de ses grands-parents une foi et une dévotion priant le chapelet, qu'il affirme garder toujours sur lui,. Didier Pineau Valencienne (aussi appelé DPV) est marqué par le modèle parental : son père refuse catégoriquement les dettes, et cherche à les rembourser au plus vite. Bien qu'il ne soit pas le meilleur élève, DPV se montre très organisé : il note tous les évènements importants de sa journée sur un carnet. La Seconde Guerre mondiale éclate alors qu'il n'est âgé que de huit ans.
Après la Seconde Guerre mondiale, son père le pousse vers les études commerciales. Âgé de 12 ans, il quitte la Vendée pour poursuivre ses études à l'école Gerson puis au lycée Janson-de-Sailly à Paris. Il vit chez sa grand-tante et son grand-oncle à Paris, Gaston Thubé, industriel, et ancien champion olympique en six-mètre jauge aux Jeux olympiques d'été de 1912. Didier Pineau-Valencienne y découvre l'intérêt pour les arts et les lettres.
Après avoir obtenu le bac, il intègre en 1951 HEC,. Dans la promotion « Versailles » il se lie d'amitié avec Jacques Rouxel (inspirateur de la série télévisée Les Shadoks), Pierre Bellon, fondateur de Sodexho. Il étudie avec Georges Vedel. Didier Pineau-Valencienne participe à des associations et devient délégué de la promotion. Une fois diplômé d'HEC, Didier Pineau-Valencienne fait son service militaire pendant deux ans dans la Marine nationale.
À la fin de son service militaire, DPV part outre-Atlantique afin de devenir élève de la Tuck School of Business à Dartmouth College, aux États-Unis. Tuck School of Business est une école pionnière, la première à revendiquer le titre de graduate business school, en donnant des cours de gestion. Il est aussi diplômé de la Harvard Business School. Il y apprend les méthodes novatrices des « cas d'école ». Il introduit cette méthode à HEC, pendant une semaine par an et pendant près de dix ans. Didier Pineau-Valencienne garde des liens avec l'école d'HEC et de Dartmouth College, dont il est un professeur régulier tout au long de sa carrière.

### Gallimard
De retour des États-Unis, Gaston Gallimard, ami de son grand-oncle Gaston Thubé, lui propose un poste au sein des éditions Gallimard, propriétaire de la célèbre bibliothèque de la Pléiade. Didier Pineau Valencienne doit gérer les droits annexes de plusieurs auteurs en matière de traduction et de ventes à l'étranger. À cette fin, il rencontre de nombreux auteurs prestigieux : Aragon, Georges Simenon, André Malraux, Roger Vaillant, Roger Martin du Gard, Roger Nimier et Albert Camus. Par ailleurs il travaille à la traduction et à la diffusion à l'étranger de l'ouvrage La Chute d'Albert Camus. Il entretient des relations régulières avec Albert Camus qui lui dit affectueusement : « Vous êtes soleil et sympathie. » Il rencontre dans le même temps René Char, dont les écrits le passionnent. Néanmoins, ne se voyant pas d'avenir au sein de Gallimard, il quitte le groupe pour l'industrie, secteur correspondant plus à sa formation professionnelle.

### Carrière au sein du groupe Empain

#### Banque parisienne pour l'industrie
Le groupe Empain est un regroupement de nombreuses sociétés fondées par le baron belge Édouard Empain de près de 20 000 salariés, dont les entreprises les plus connues sont Railways économiques de Liège-Seraing et extensions, les Ateliers de constructions électriques de Charleroi, la Société parisienne pour l'industrie électrique (SPIE), les Forges et ateliers de constructions électriques de Jeumont (FACEJ), ainsi que la société de Carbonisation Et Charbon Actifs (CECA), spécialisée dans la chimie fine. Le Groupe est au début des années 1960 un véritable conglomérat constitué de holdings, banques et sociétés d'assurances, entreprises minières, transports en commun, entreprises de travaux publics, de construction mécanique, électrique, chimique, plantations…
Afin de pouvoir faire face aux besoins de financement dans un contexte ou l'accès au crédit est difficile, les banques monnayant leurs aides financières contre des participations de l'entreprise, la Banque Parisienne pour l'Industrie (BPI) est créée. Cette banque est alors la principale banque qui prête de l'argent aux différentes filières du groupe. La structure financière très complexe du groupe conduit les différentes entreprises à être inter-dépendantes du fait de participations croisées dans leurs capitaux.
Didier Pineau-Valencienne entre au sein du cabinet de Raymond Brissaud, directeur général du groupe Empain, président de la BPI,(décideur le figaro). Il prépare les dossiers pour le président et obtient très vite sa confiance. Il y apprend progressivement le métier de banquier, participant aux principaux montages financier du groupe. La confiance que Didier Pineau-Valencienne obtient de Raymond Brissaud lui permet progressivement de comprendre le mécanisme financier complexe du groupe Empain. Cependant, cette complexité du montage de capital rend très difficile la levée de fonds nécessaire à son développement.
Le groupe Empain participe à certaines activités avec une autre holding française Schneider, à travers la participation à la construction de la première centrale nucléaire des Ardennes, équipé du procédé de réacteur à eau pressurisée de la société Westinghouse. Cette participation conduit à la création d'une nouvelle société Framatome, spécialisée dans l'énergie nucléaire.

#### Du groupe Empain à Empain-Schneider
En 1960, le groupe Schneider est marqué par la mort prématuré de Charles Schneider. Ce décès, ainsi que des résultats médiocres contribuent à changer la direction du groupe : une partie des héritiers du groupe (la sœur de Charles Schneider et sa mère), décident de vendre leurs participations en juin 1963. Informé par Michel Bolloré, Edouard Empain et Raymond Brissaud cherchent alors à racheter Schneider, dont les activités sont complémentaires à celles du groupe Empain . Le groupe Empain, associé avec Michel Bolloré achète alors les 79 704 actions de la famille Schneider en mai-juin 1963. La Banque de France autorise la transaction, permettant au groupe d'avoir près de 5 % du montant de Schneider.
À partir de juin 1963, le groupe Empain décide de racheter les actions de Schneider en bourse, au-dessus du cours légal afin d'obtenir près de 20 % du Capital. Didier Pineau Valencienne, qui devient le secrétaire de la direction générale puis directeur de la Banque Parisienne pour l'Industrie, est alors chargé d'organiser le rachat de l'entreprise et d'analyser l'ensemble des comptes de Schneider & Co. Le 14 février 1964 le groupe Empain dédient alors 433 580 actions, soit 24,20 % du groupe.
Cette participation massive d'un groupe franco-belge dans le rachat de Schneider, va cependant heurter le gouvernement : le premier Ministre Georges Pompidou limite la participation à 25 % de l'entreprise et nomme un cogérant à Schneider, Roger Gaspard lui donnant une lettre de mission évoquant l'intérêt général. En 1966 Schneider devient une Société Anonyme, et Raymond Brissaud en devient officiellement le directeur. Néanmoins l'opposition du gouvernement ainsi que les autres dirigeants du groupe Schneider contribuent à limiter l'influence du groupe Empain sur la nouvelle Société Anonyme.
L'immobilisme d'Edouard Empain, directeur du groupe Empain est remis en cause par son neveu Edouard-Jean Empain. Ce dernier arrive à imposer son autorité en avril 1967 sur ce groupe, et fait de Raymond Brissaud le directeur général du groupe Schneider, poste largement nominal. Didier Pineau-Valencienne accompagne Raymond Brissaud et prend part aux audits de Schneider avec son nouveau directeur.
En 1963, deux sous filiales électrique du groupe Empain (Forges et ateliers de constructions électriques de Jeumont) et du Groupe Schneider (Le Matériel électrique S-W) décident de fusionner afin de faire face à un tassement des commandes. De cette fusion nait en 1964 la nouvelle entreprise Jeumont-Schneider (JS).
Le départ du général de Gaulle du pouvoir en 1969 et l'élection du nouveau président de la République, Georges Pompidou, contribuent à modifier l'équilibre de l'entreprise ainsi que la volonté de contrôle de l'État sur le groupe Schneider : Edouard-Jean Empain arrive à faire retourner la situation en sa faveur au sein de Schneider, et en prend la direction en 1971-1972. Les groupes Schneider et Empain fusionnent et deviennent Empain-Schneider (ES) : qui regroupe plus de 150 sociétés et plus de 100 000 personnes.

#### Carbonisation et charbon actifs
En 1968 alors qu'il audite les comptes des sociétés de la nouvelle entité, DPV se rend compte qu'une des sociétés du groupe, Carbonisation Et Charbon Actifs (CECA) est proche de la faillite et édite des faux bilans. Convaincu qu'il peut redresser l'entreprise proche de la faillite, DPV parvient avec l'aide d'Édouard-Jean Empain et de Raymond Brissaud à en devenir le directeur général adjoint le 1er janvier 1969.
Ce poste marque un changement dans la carrière de Didier Pineau-Valencienne qui prend alors une tournure industrielle. L'entreprise spécialisée dans le charbon actif, emploie 3 000 salariés dans plus d'une dizaine de sites et fait plus de 200 000 millions de francs de chiffre d'affaires. DPV renouvelle l'équipe dirigeante et développe un contrôle de gestion. DPV constate que la situation de l'entreprise est plus dégradée que prévu. Il cherche à réduire les coûts afin de la rendre compétitive, les activités considérées comme non stratégiques en France et à l'étranger sont vendues. Il investit dans des gisements afin de pouvoir pérenniser l'approvisionnement et l'activité des Carbonisation Et Charbon Actifs. Au bout de trois ans, les déficits sont résorbés et la société renoue avec les bénéfices.
En 1972 Didier Pineau-Valencienne obtient la présidence de l'entreprise. Le premier choc pétrolier de 1973 change néanmoins la donne : l'explosion des cours du pétrole conduit les entreprises à investir dans les domaines de recherche afin de pouvoir y faire face. Didier Pineau-Valencienne cherche à augmenter le capital de l'entreprise afin de pouvoir adapter l'entreprise à la nouvelle situation. Le refus d'investir d'Édouard-Jean Empain conduit à la vente de l'entreprise Carbonisation Et Charbon Actifs au groupe chimique Pierrefite-Auby.
Didier Pineau-Valencienne, en désaccord avec la politique menée par Édouard-Jean Empain, considérant que la stratégie de la société ne permet pas de faire face au changement de situation sans augmentation de capital, donne sa démission et quitte le groupe Empain-Schneider.

### Carrière au sein de Rhône-Poulenc

#### Direction de Saborec, Celogil et Resogil
Le directeur général de Progil, Robert Degain, alors actionnaire au sein de Carbonisation et charbon actifs contacte DPV, et lui propose d'intégrer le nouveau groupe Rhône-Poulenc. Le nouveau groupe date de 1969, et réunit la Société des usines chimiques Rhône-Poulenc (SUCRP) et de Progil. La nouvelle entité regroupe près de 200 sociétés, fusion qui arrive à son terme en 1975 en devenant Rhône-Poulenc.
Didier Pineau-Valencienne est chargé de la gestion des activités de panneaux et particules qui regroupe trois sociétés : Saborec, Celogic et Resogil. Ces entreprises spécialisées dans la résine polymérisée et les panneaux agglomérés font face à une importante crise, conséquence du premier choc pétrolier : elles perdent plus de 200 millions de francs, et passent de la troisième à la cinquième place en termes de parts de marché en France.
DPV organise un audit des entreprises. Les conséquences de cet audit le conduisent à la restructuration des usines, et à la diminution de 10 % des effectifs des filiales. Il parvient, après cette structuration, à vendre les sous filiales à un prix très favorable pour Rhône-Poulenc. Cette restructuration bénéfique permet à Didier Pineau-Valencienne d'intégrer les échelons de direction de Rhône Poulenc.

#### Restructuration de Rhône-Poulenc
Didier Pineau-Valencienne prend la tête du contrôle de gestion du groupe. La réforme initiée au sein de Rhône-Poulenc par le cabinet de conseil Mc Kinsey fait l'objet d'une grande réticences au sein des directions de l'entreprise du fait des changements de structure qu'ils imposent, et sont accentuées par des résultats en chute libre du fait du choc pétrolier qui touche Rhône-Poulenc.
Après avoir visité des entreprises en Europe (Bayer et Hoechst) et aux États-Unis (Dupont de Nemours, Monsanto) afin de mieux comprendre leurs systèmes de gestion, Didier Pineau Valencienne unifie le groupe en créant des instruments de gestions de la nouvelle entité. Il élabore aussi la planification stratégique de l'entreprise consistant à la mise en application des analyses qualitatives et quantitatives au sein de l'entreprise.
À la suite de la mise en place d'un système de contrôle largement inspiré des méthodes américaines, Didier Pineau-Valencienne est nommé responsable stratégique en 1974, il poursuit une ré-orientation stratégique du groupe avec la nomination d'un nouveau directeur, Jean Gandois. La stratégie oriente l'entreprise dans les secteurs les plus dynamiques du marché dans les secteurs de la pharmacie, l'agrochimie, terres rares, silicones et biochimie. Cette réorientation conduit à la vente et la fermeture des activités de textile, qui représentaient en 1967 jusqu'à 40 % du chiffre d'affaires du groupe, opérant une transformation importante du groupe.
Afin de permettre la mutation de l'entreprise, la direction met en œuvre le « plan textile » le 20 décembre 1977. Ce plan conduit à une restructuration très importante de l'entreprise : fermeture ou vente de la majorité des usines textile du groupe représentant plus de 15 000 emplois. Concentration des activités dans trois usines et un plan social de grande ampleur : départ en préretraite, réaffectation des emplois dans les autres secteurs de Rhône Poulenc ainsi qu'une création d'une filière de reclassement pour les salariés au sein de l'entreprise. Ce plan de restructuration s'étale sur près de 10 ans et change radicalement la nature du groupe.

#### Restructuration des entreprises polymères et pétrochimiques
La division des polymères accuse alors de lourdes pertes alors même que la société est en crise. Didier Pineau Valencienne est nommé responsable de la division des polymères en janvier 1978 tout en conservant la direction du plan stratégique.
La direction polymère, qui représente près de 2,5 milliards de francs, est spécialisée dans les PVC. Elle est composée de plus de 25 usines et ateliers sur toute la France. Ils achètent leurs matériaux à la branche pétrochimie de Rhône-Poulenc à des coûts exorbitants, contribuant à rendre les produits non rentables. L'absence de débouchés potentiels conduit Didier Pineau Valencienne à mettre en place une stratégie de désinvestissement : rendre les usines compétitives afin de pouvoir les vendre. La restructuration des ateliers et usines réduit le chiffre d'affaires du secteur polymère mais permet d'en augmenter la rentabilité.
En janvier 1979, Didier Pineau Valencienne prend la direction de la Pétrochimie du groupe. Là encore le même constat est fait : le choc pétrolier de 1974 fragilise fortement le groupe. En effet, le secteur de la pétrochimie dépend d'un approvisionnement très coûteux du fait de l'explosion des prix du pétrole. Or l'approvisionnement de Rhône-Poulenc dépend essentiellement des grands groupes pétroliers (Elf et Total), qui rendent impossible une concurrence sans de très lourds investissements dont Rhône-Poulenc, en crise, n'est pas capable. Les perspectives étant très difficiles pour le secteur de la pétrochimie, DPV pousse la direction de Rhône Poulenc à se séparer de ces activités.
Depuis 1978, le groupe Empain-Schneider est en proie à la crise : les branches de la sidérurgie, de la métallurgie, des chantiers navals ainsi que des machines-outils du groupe sont en déficit. La nationalisation d'une grande partie de l'industrie navale rend les chantiers navals moins concurrentiels. La même année le baron Édouard-Jean Empain est enlevé puis libéré, l'affaire Empain déstabilise un peu plus le groupe. Face à ces difficultés, Didier Pineau-Valencienne est contacté afin de reprendre la tête du groupe. Après plusieurs refus, Didier Pineau Valencienne accepte la direction du groupe, il quitte alors Rhône-Poulenc pour son ancienne entreprise.

### Direction d'Empain-Schneider à Schneider Electric

#### Installation à la tête d'Empain-Schneider

##### Prise de contrôle du groupe
Arrivé à la direction de Schneider fin 1980, DPV met en place immédiatement un audit de la société, les pertes s'élèvent à plus d'un milliard de francs, un audit approfondi relève les pertes et besoins de trésoreries à près de trois milliards de francs. Didier Pineau-Valencienne avait demandé les pleins pouvoirs pour prendre le poste. Le baron Edouard-Jean Empain ne le voit pas de la même manière et décide de révoquer le nouveau directeur, Didier Pineau-Valencienne. À cette fin il prévoit la révocation lors du conseil d'administration le 3 février 1981. Didier appelle alors les différents administrateurs, et lors du conseil d'administration ceux-ci le défendent : face à cet affront le Baron Edouard-Jean Empain décide de quitter le groupe et de vendre ses parts,.
Le soir même, DPV appelle le vice président de Paribas, il lui demande d'investir afin de reprendre les parts des actions détenues par le Baron Empain. Après des négociations menées par Michel Bolloré, Paribas et le Baron Empain, Paribas devient un partenaire minoritaire du groupe Empain-Schneider qui détient près de 30 % de l'entreprise. Didier Pineau Valencienne convoque un conseil d'administration exceptionnel qui conduit à la démission du président de Schneider SA, et nomme Didier Pineau-Valencienne président-directeur général de Schneider SA. Le capital de l'entreprise est complètement remodelé : Edouard-Jean Empain vend l'ensemble de ses parts de son capital, Edouard Empain en vend aussi une partie et ne détient plus que 30 % du capital, 35 % par des sociétés du groupe, et 25 % par la filiale luxembourgeoise de Paribas. Le groupe que l'on croyait très riche, révèle sa faible capitalisation : Edouard Empain vend une grande partie de ses titres pour 25 millions de francs,.

##### Réorganisation du groupe
Didier Pineau-Valencienne prend la direction d'un groupe en crise. Il prévient de la situation dans une interview du journal Le Matin « Dans le groupe Empain il n'y a plus rien, sauf un énorme potentiel ».
Le groupe Schneider est un conglomérat composé de 147 sociétés industrielles, le 11e groupe français par la taille et le 6e groupe français par le nombre de ses effectifs. Schneider accuse cependant de très lourdes pertes de plus de 10 milliards de francs. Didier Pineau-Valencienne va mettre en œuvre au sein de Schneider les méthodes qu'il a appliquées au sein de Rhône-Poulenc : il installe des comités stratégique et financier, ainsi qu'une holding transitoire afin de coordonner le groupe. L'objectif étant de restaurer rapidement la capacité d'autofinancement, mais aussi de définir une politique d'ensemble. Les comités rendent leurs résultats et le 31 mars 1982 les grandes orientations de Schneider sont prises.
La réforme est principalement managériale : alors que Schneider est un conglomérat d'entreprises, mais relativement indépendantes dans leur fonctionnement, Didier Pineau-Valencienne met en place une réforme managériale afin d'en faire un groupe intégré : mise en place d'un comité de direction du groupe regroupant les dirigeants des principales filiales du groupe, mais aussi d'un comité de liaison regroupant les dirigeants et les hauts responsables, d'un comité consultatif comprenant les anciens dirigeants du groupe, et d'un comité de Société permettant la gestion et la stratégie des différents groupes. Ces comités permettent l'unification de l'entreprise et de créer un esprit de groupe. Au niveau de la direction, des nouvelles directions s'ajoutent : le contrôle de gestion est réformé afin de permettre une gestion plus analytique que comptable du groupe, Didier Pineau-Valencienne appliquant les méthodes qu'il avait mises en œuvre au sein de Rhône-Poulenc.
Le comité stratégique donne très vite ses conclusions : celle de se séparer des activités structurellement déficitaires : la sidérurgie, les chantiers navals, et les activités des machines-outils. La sidérurgie avait déjà été nationalisée en grande partie par l'État, la concurrence avec l'État ne permet pas d'être concurrentiel d'autant que le besoin de financement est important. Les sections de machines-outils ne sont pas rentables, et ne peuvent pas faire face à la concurrence asiatique, là encore la solution de la cession paraît la meilleure solution pour le comité stratégique.

##### Alternance politique, restructuration et nationalisation
L'élection présidentielle française de 1981 marque une alternance politique de grande ampleur : pour la première fois depuis le début de la Ve république la gauche arrive au pouvoir avec l'élection de François Mitterrand. L'arrivée de la gauche au pouvoir conduit à une méfiance du monde des affaires pour le nouveau gouvernement. L'entente avec Schneider est néanmoins positive dans la mesure où Didier Pineau-Valencienne voit dans la nationalisation de certaines de ses activités une des solutions pour son groupe.
La négociation commence à travers trois protocoles engagés dès le 1er décembre 1981 avec les conseillers du gouvernement, Pascal Lamy et Loïk Le Floch-Prigent : le premier concerne Framatome, l'État exigeant la cession des parts de Schneider dans les activités du nucléaire. Une partie des activités de Creusot-Loire est cédée à l'État. Le deuxième protocole concerne les machines-outils, mais les négociations piétinent et l'entreprise fait faillite en 1983. Le troisième chantier conduit au regroupement des trois chantiers sous la direction de Schneider, la dégradation des résultats de l'entreprise en 1982 et 1983 est néanmoins compensée par des subventions de l'État qui permettent aux activités de poursuivre. Enfin Didier Pineau-Valencienne obtient la cession à l'État d'une société de métallurgie pour 1 franc symbolique. Après deux ans à la direction de Schneider, la restructuration a permis de se séparer des activités les plus déficitaires du groupe en bonne entente avec le gouvernement. Les résultats du groupe Schneider sont encore très déficitaires, mais la restructuration permet au groupe de limiter les pertes.
Didier Pineau-Valencienne est soutenu par le conseil d'administration, et cherche alors à simplifier le montage financier de Schneider afin de limiter l'autocontrôle du groupe : des entreprises du même groupe détiennent chacune l'autre entreprise, ce qui conduit les deux entreprises à s'auto-contrôler, il met en place cette simplification à partir de 1982,.

#### Crise et déboire: la faillite de Creusot Loire

##### Tentative de restructuration de Creusot Loire
Les difficultés apparaissent néanmoins en 1982. Le gouvernement décide la nationalisation de Paribas. Cette nationalisation conduit à l'évincement des dirigeants de Paribas, alors proches de la direction de Schneider. De plus la forte participation de Paribas au capital de Schneider conduit à une plus forte méfiance de Didier Pineau-Valencienne : il ne veut pas que Schneider apparaisse comme une société parapublique ou en cours de nationalisation.
Dans le même temps une partie importante du groupe Schneider, Creusot-Loire est dans une situation délicate : les résultats de Creusot Loire montrent un déficit chronique depuis 1976, avec des centaines de millions de francs de pertes. Les premières analyses montrent un manque de capitaux propres du groupe, un système de gestion décrit comme "complexe et opaque" mais aussi la détérioration des chiffres de la sidérurgie du fait d'une concurrence accrue avec des entreprises récemment nationalisées.
En 1981, Didier Pineau-Valencienne demande au cabinet Arthur Andersen un audit de la société Creusot Loire. L'audit met en cause l'absence de gestion des risques au sein de Creusot-Loire ainsi que l'inadaptation des règles comptables. Les résultats conduisent à la restructuration du groupe afin de limiter les pertes de Creusot-Loire. Il est décidé de mettre en œuvre des méthodes de reporting et comptables, ainsi qu'une plus grande intégration au groupe Schneider afin de permettre d'avoir une vue d'ensemble du groupe. Un second audit est mis en œuvre, soulevant des graves difficultés : le contrôle de gestion est inefficace, l'absence de direction stratégique ainsi que le nombre élevé des activités non stratégiques accentuent les risques importants pour l'entreprise. Après une année positive en 1981, l'activité de Creusot Loire se détériore de manière importante dans les années suivantes. L'acquisition de Phoneix Steel, une société américaine se révèle très négative pour le groupe, creusant les pertes de plusieurs centaines de millions de francs.
Didier Pineau Valencienne décide de renvoyer le directeur de Creusot-Loire afin d'en prendre la direction. En décembre 1982, il convoque un conseil d'administration afin de renvoyer le directeur, Philippe Boulin, présent dans le groupe depuis 1957. Le début de 1983 marque le début de lourdes pertes pour le groupe, et le 22 mars 1983, DPV prévient le gouvernement de la situation, mettant en avant le besoin de capitaux de l'ordre de 2 milliards de francs. De manière répétée, Didier Pineau-Valencienne demande la mise en place de négociation avec les pouvoirs publics, affirmant la possibilité d'arrêt des activités. Le 2 juin 1983, le Ministre de l'industrie, Laurent Fabius s'engage à ouvrir des négociations sous les 6 jours. La négociation conduit à évaluer le besoin de financement jusqu'à 1986 à près de 5 961 millions de francs. Au cours de l'été 1983 les besoins sont élevés à 7 milliards de francs. Les techniciens du ministère des finances considèrent les besoins surévalués et demandent une réévaluation avec un audit externe. Les négociations se poursuivent et un accord est conclu, conduisant à un apport de 3,4 milliards de francs par le groupe Schneider en échange de ventes et d'augmentation du capital, en échange de 2,1 milliards des prêts de banques sous la forme de prêts bonifiés et la reprise d'activités par l'État.
L'apport financier accentue la restructuration de Creusot-Loire : cession des entreprises et fermeture la fonderie de Montachanin. Un plan de préretraite et de départs volontaires est mis en œuvre, 2000 départs sont signés en 1983. L'accord financier de novembre 1983 se révèle très rapidement insuffisant, les analyses poussent Didier Pineau-Valencienne à demander la nationalisation des entreprises de sidérurgies, non rentables. Des nouvelles négociations s'ouvrent, Didier Pineau-Valencienne voulant renégocier l'accord de novembre 1983. Le gouvernement ne semble pas de cet avis et dans une lettre du 24 avril, le Premier Ministre Pierre Mauroy demande à Creusot Loire et de ses actionnaires qu'ils « prennent les dispositions nécessaires pour honorer leurs engagements ». Le lendemain, Creusot-Loire demande une mise sous protection judiciaire afin de pouvoir redresser l'entreprise. Cette mise sous protection du groupe rend publique la situation très délicate du groupe.
De nouvelles négociations ont lieu avec les pouvoirs publics. Le gouvernement cherche à prendre le contrôle de Creusot-Loire, mais aussi du groupe Schneider, avec des participations dans les autres filiales du groupe. Les négociations menées avec Louis Schweitzer, directeur de cabinet du ministre de l'économie Laurent Fabius, en juin 1984, conduisent à l'élaboration d'un nouveau plan d'investissement de 800 millions de francs. L'accord est presque signé le 28 juin. Cependant le même jour, un comité ministériel restreint se tient discrètement et deux points de vue s'affrontent au sein du gouvernement : celui du ministre de l'industrie Jacques Delors, favorable à l'accord, et celui du ministre de l'économie et des finances, Laurent Fabius défavorable à une intervention massive de l'État. Le point de vue de Laurent Fabius s'impose et il est décidé d'abandonner Creusot-Loire. Le comité interministériel conduit à l'abandon des négociations, et à 20h, le tribunal annonce le règlement judiciaire du groupe, quelques minutes plus tard, Laurent Fabius dénonce le « comportement scandaleux » des responsables de l'entreprise dénonçant la direction du groupe et la politique menée.

##### Dépôt de bilan de Creusot-Loire

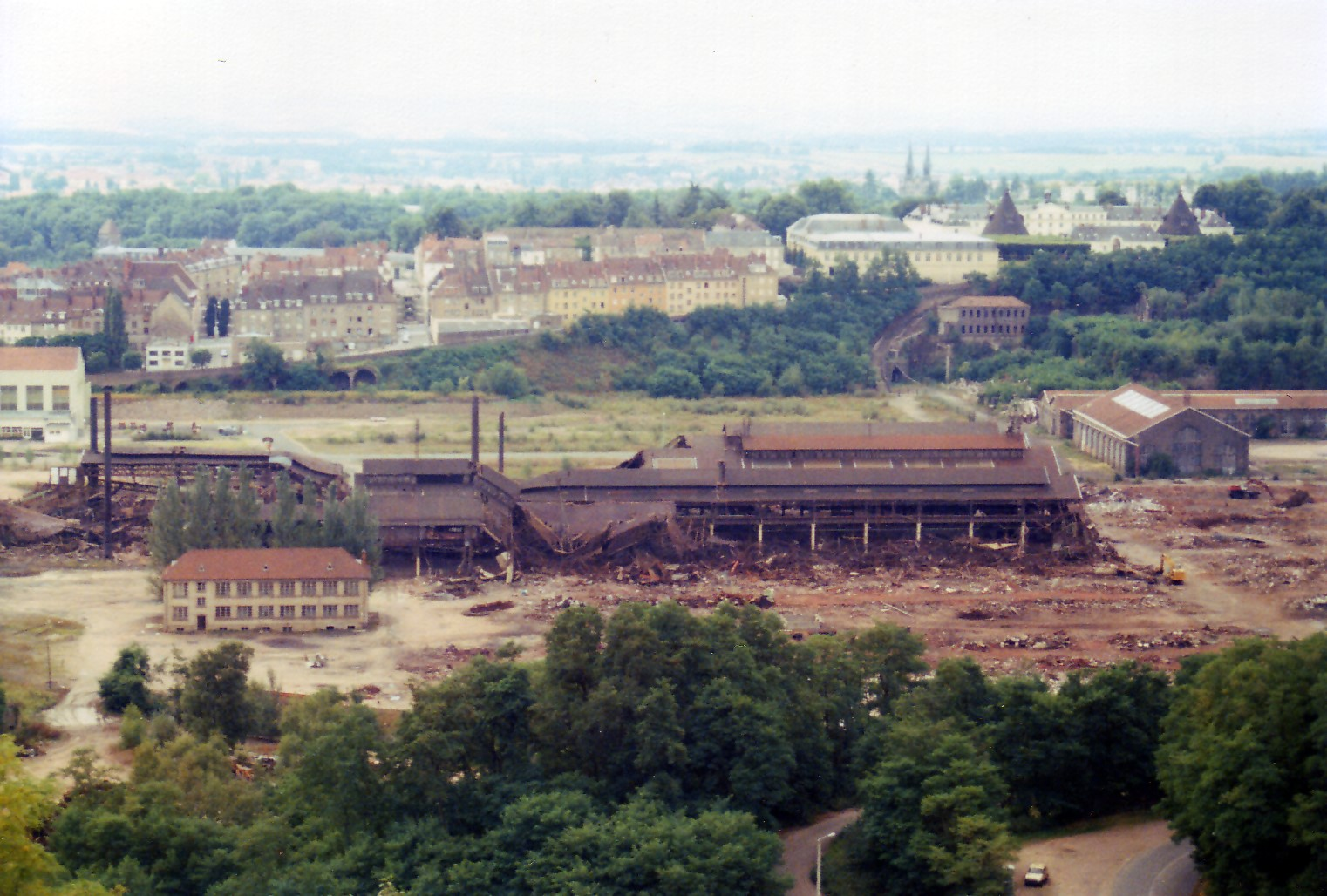
Destruction des usines de Creusot-Loire en 1985.

Laurent Fabius nomme Louis Gallois comme responsable de Creusot-Loire le 4 juillet 1984, le plan Gallois prévoit de nombreux licenciements, le plan est rejeté lors d'une table ronde le 7 septembre 1984. Deux autres plans sont mis en œuvre, le « plan Robleu », qui échoue faute d'accord avec les pouvoirs publics et les industriels. Un dernier plan se déroule, qui conduit au rachat par Framatome et Usinor, il conduit à la nationalisation de Framatome pour un faible coût et le partage de certaines activités de Creusot Loire. Le 12 décembre 1984 le tribunal procède à la liquidation de Creusot Loire conduisant au rachat du groupe par Usinor et Framatome, futur groupe ArcelorMittal.
DPV analyse dans l'abandon du groupe Creusot-Loire une décision plus politique qu'industrielle. Vivement remis en cause par Fabius, il publie un article dans le journal Le Figaro du 27 juillet 1984 sous le titre « Ma Vérité », dans lequel il dénonce la politisation du dossier industriel « Le dossier Creusot Loire était un dossier industriel, il aurait dû le rester. S'il n'avait pas été politisé à l'extrême, le drame que nous vivons aurait pu être évité »,. DPV analyse l'échec des négociations avec le gouvernement comme la volonté des pouvoirs publics de nationaliser à faible coût et de façon déguisée Framatome.

#### Traversée du désert
La disparition du fleuron industriel change radicalement la physionomie du groupe Schneider. Alors qu'il était composé de nombreuses entreprises, le groupe se réduit à trois entreprises : Jeumont Schneider détenu à 100 % par Schneider, Spie Batignolles détenu à 67,5 % par Schneider et une participation au sein de Merlin Gerin (40,9 % du capital). Le chiffre d'affaires de Schneider passe de 40,9 milliards de francs en 1982 à 26,7 Milliards à la suite de la disparition de Creusot Loire. De plus les marges de manœuvres limités du groupe et la méfiance des possibles investisseurs accentue les difficultés et rendent difficile toute augmentation du capital. Le 13 décembre 1984, le tribunal de commerce de Paris entame une recherche de responsable du fait de la faillite de Creusot-Loire, en désignant le groupe Schneider SA dirigeant de fait de Creusot-Loire. Le baron Edouard Empain, vice président du groupe, meurt ainsi que deux directeurs adjoints du groupe.
Néanmoins la direction stratégique des différentes filiales met en avant une nécessité d'axer le développement de l'entreprise à l'international : le développement de la mondialisation, ainsi que l'évolution de l'intégration européenne avec les négociations qui déboucheront sur l'Acte Unique en 1986, et la forte croissance aux États-Unis conduisent à améliorer les résultats du groupe.

##### Investissement dans Merlin Gerin
La participation au sein de Melin Gerin, spécialisé dans les transformateurs électriques et qui obtient de bons résultats opérationnels accentue la stratégie de l'internationalisation : les fortes performances, ainsi que le rachat de la société ACEM puis le rachat en 1984 de Nuova Magrini Galileo, entreprise italienne, contribuent à faire de Merlin Gerin le 5e constructeur mondial des transformateurs en très haute et moyenne tension. Didier Pineau-Valencienne fait de Merlin Gerin le fer de lance de la renaissance de Schneider, en donnant au groupe les moyens financiers de son développement. En 1985 Schneider participe à l'augmentation de capital de plus de 400 millions de francs, permettant de développer certains marchés, comme les automates programmables et les alimentations de sécurité pour les ordinateurs, marchés en plein essor.
Les années qui suivent montrent le succès de cette stratégie : le chiffre d'affaires passe de 6 à 10 milliards de francs entre 1983 et 1987, les résultats doublent et Merlin Gerin acquiert de nombreuses entreprises. L'entreprise commence à concurrencer des leaders mondiaux comme General Electric, Westinghouse, Mitsubishi, Siemens.
Dans le même temps, Merlin Gerin investit et innove en intégrant de plus en plus d'électronique dans ses appareils électriques, en lançant le Masterpact, un disjoncteur de basse tension intelligent, produit à faible coût qui permet au groupe d'avoir une position de leader pendant près de 10 ans. Face aux évolutions du secteur, il est décidé de mettre en place un plan « 1000 = 1000 » : afin d'éviter les licenciements du fait des changements de produits du groupe, ce plan consiste à former 1000 personnes du groupe issues de la fonderie, de la chaudronnerie en électriciens, informaticiens et automaticiens. Au total plus de 700 000 heures de formations seront données afin d'adapter la masse salariale aux activités du groupe. Cette formation sera critiquée par certaines personnes estimant qu'il s'agit d'une flexibilité interne de l'entreprise.

##### Disparition de Jeumont Schneider

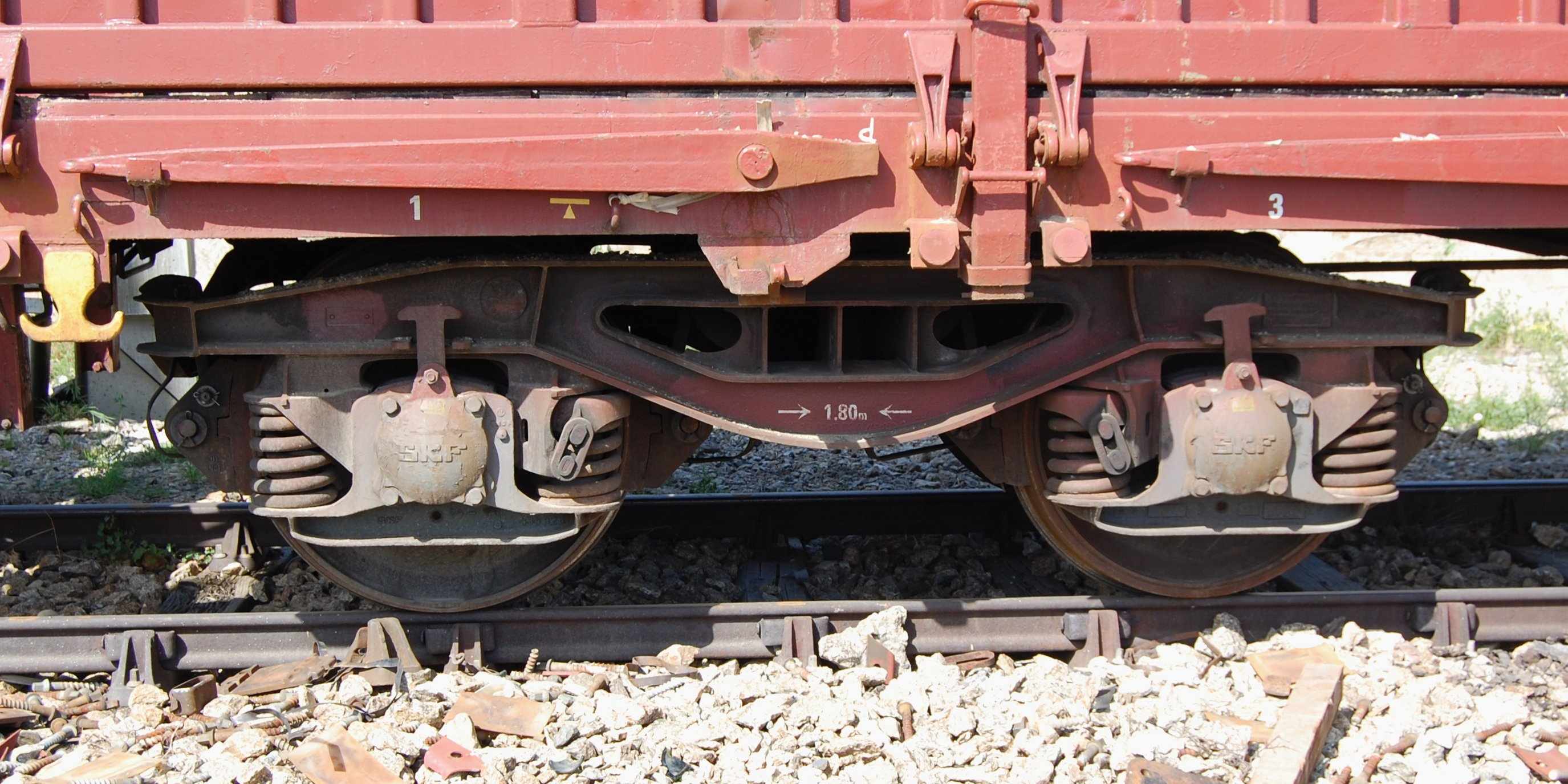
Bogie (Bogie Y 25 mécano-soudé) utilisé par la SNCF.

Le début de la restructuration de Jeumont Schneider a permis à l'entreprise d'être bénéficiaire au début des années 1980, néanmoins des difficultés face aux changements se profilent. Didier Pineau-Valencienne décide alors de nommer Jean Martin Folz, un ancien dirigeant de Rhône Poulenc à la tête de l'entreprise afin de redéfinir la stratégie de l'entreprise. Jeumont Schneider développe une grande partie de son activité dans le ferroviaire, activité du groupe depuis 1836, avec la production de parties du nouveau TGV. Jeumont Schneider obtient des contrats, dont celui du métro de New York City, de Sao-Paulo, mais ces contrats très importants ne sont pas rentables pour l'entreprise. De plus la présence de plusieurs acteurs en France dont Alsthom rendent difficile la rentabilité. Face à ces risques, Didier Pineau Valencienne décide de recentrer les activités non plus sur l'ensemble du ferroviaire, mais sur certaines parties dont les bogies. Il cède la construction ferroviaire le premier décembre 1986 au groupe Alsthom afin de se concentrer sur les activités de pointe du groupe.
L'autre activité de Jeumont-Schneider est la téléphonie, avec des innovations importantes qui en font l'un des leaders du marché, le deuxième sur la téléphonie privée. La stratégie se développe sur l'alliance internationale avec une filiale de Bosh, Telenorma. Cependant l'échec des négociations visant à l'achat de la Compagnie générale de constructions téléphoniques (CGCT), en cours de privatisation par le gouvernement de Jacques Chirac, ce dernier préférant une autre entreprise ainsi que l'absence de solutions alternative, conduisent à un changement de stratégie. DPV décide de céder à Bosh la téléphonie, afin de recentrer ses activités. La vente de la téléphonie, secteur alors en plein boom permet une forte augmentation des fonds propre, et permet de redéfinir la stratégie du groupe.
Le troisième secteur d'activité de Jeumont Schneider est lui aussi en difficulté : la baisse tendancielle des marchés conduit la direction stratégique à considérer que le marché électrotechnique de Jeumont Schneider n'est plus porteur. La cession des activités secondaires ou en perte de vitesse est réalisée et Jeumont-Schneider est réorganisé en trois société distinctes : Jeumont Schneider Industrie (JSI), qui regroupe les activités électromécaniques et nucléaires, Jeumont-Schneider automatiques (JSA), (métallurgie et sidérurgie) et Jeumont-Schneider transformateur (JST). JSI et JSA sont alors dirigés par Spie Batignolles, et JST est cédé à Merlin Gerin qui devient le leader européen des transformateurs en 1989. Cette transformation conduit à la disparition de Jeumont Schneider au profit des autres entreprises du groupe.

##### Redéploiement de Spie Batignolles

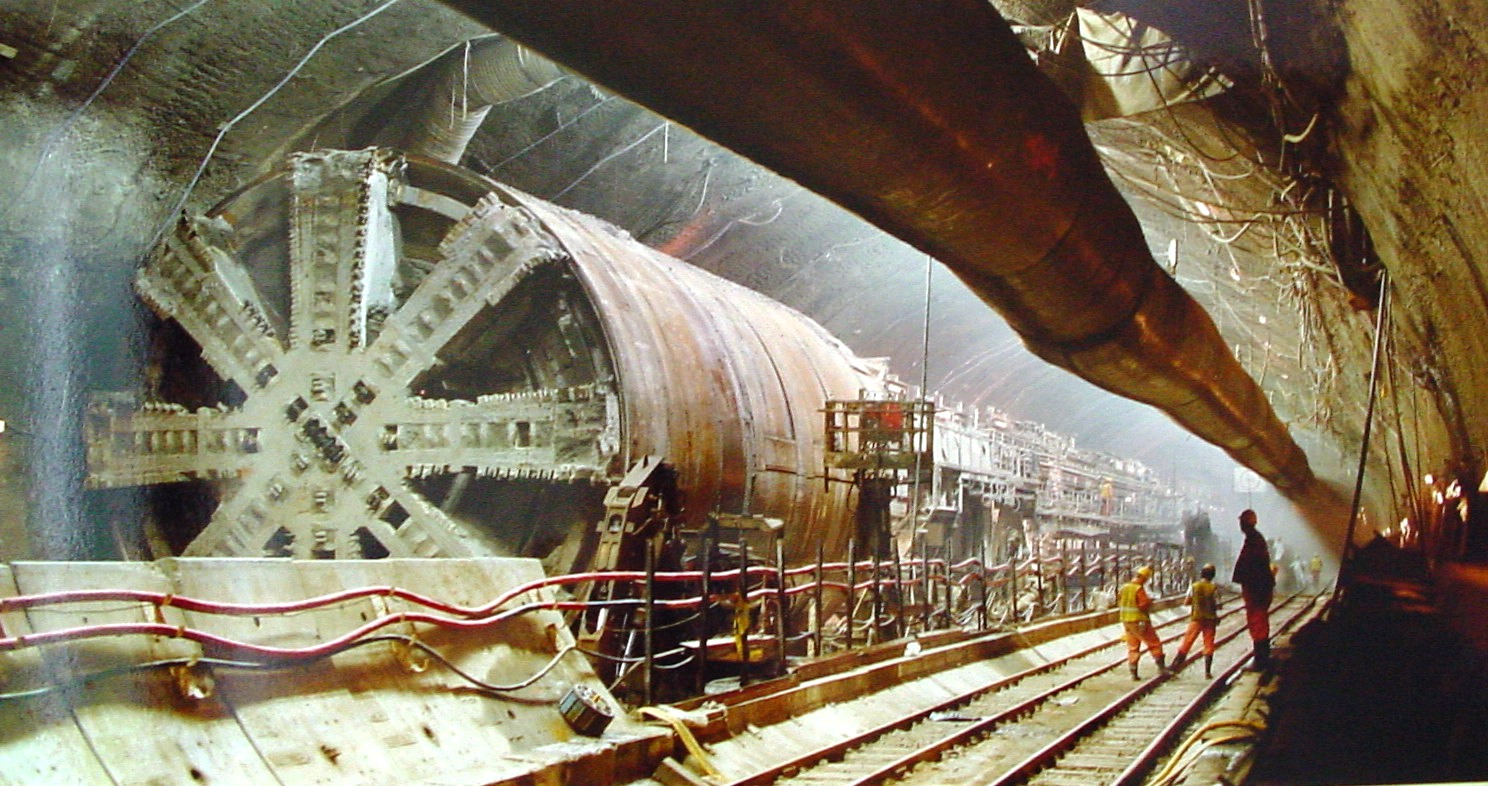
Travaux lors de la construction du tunnel sous la Manche, dont Spie Batignolles est l'un des acteurs.

La société du groupe Schneider Spie Batignolles est spécialisée dans le génie électrique, le génie civil, les canalisations pétrolières et l’ingénierie. L'ensemble bénéficie en grande partie de ses liens privilégiés avec Framatome, que détient Creusot-Loire. La faillite de cette dernière met en péril la stratégie du groupe. Néanmoins la situation de Spie Batignolles est plutôt positive. Dirigé par Georges de Buffévent depuis 1981, et très proche de la politique entrepreneuriale mené par DPV, la société va se recentrer sur les activités en France. Le rachat de Trindel, société d'installation électrique en formant la filiale Spie Trindel. Le nouvel ensemble permet d'offrir un large panel de prestations. Malgré des résultats positifs, des difficultés apparaissent : la fusion de Spie Batignolles et de Trindel se montre complexe, et les synergies difficiles, en outre la faillite de Creusot-Loire, conduit à des interrogations sur la stratégie à mener, dans la mesure où Spie Batignolles participait à la construction de centrales nucléaires en lien avec Framatome.
L'absence de stratégie claire conduit à la multiplication des acquisitions en 1983 Sperchim et Clecim, Spie Batignolles échoue dans l'OPA de SCGOM face à Bouygues (spécialisé dans le bâtiment en 1988), Spie Batignolles achète SEGMO, spécialise de l'immobilier (qui devient Spie Loisir) en 1986. En 1986 l'acquisition de Comstock, le numéro 2 américain de l'entreprise électrique. De plus Spie Batignolles participe à ce que l'on appelle le « contrat du siècle » : la construction du tunnel sous la Manche.
Didier Pineau-Valencienne axe avec le directeur de Spie Batignolles le développement de l'entreprise en mettant en place les méthodes de contrôle de gestion permettant de connaître rapidement les évolutions du marchés afin de pouvoir faire face rapidement aux changements de conjonctures. Il procède en 1986 à une augmentation de capital, et les fonds propres du groupe passent de 626 à 2,1 milliards de francs entre 1985 et 1986. Dans le même temps, le cours en bourse passe de 100 francs par action en 1984, à 570 francs en 1986.
Le 24 juillet 1986, le Tribunal de Commerce de Paris rend son jugement, il exonère de toute responsabilité Schneider dans la faillite de Creusot-Loire, cette décision permet de tourner la page de Creusot-Loire.

#### Renaissance de Schneider

##### Structures financières, convoitises et naissance de Schneider
À partir de 1986, DPV cherche à simplifier la structure financière du groupe Empain-Schneider. En effet, celle-ci est encore composée de nombreuses participations croisées, formant des auto-contrôles : des entreprises du même groupe détiennent chacune une part de capital de l'autre l'entreprise. Ces doubles participations conduisent à des auto-contrôles, mais aussi une très forte complexité de la structure financière du groupe, du fait de la multiplication des participations croisées.
DPV mène la simplification financière des entreprises du groupe, en fusionnant les différentes entreprises que compose le holding. Cette fusion intervient au même moment que deux tentatives d'OPA hostile sur le groupe, l'une mené par la Compagnie de navigation mixte, dirigé par Marc Fournier, alors proche de Framatome, mais aussi par Bouygues. DPV dénonce auprès du Premier Ministre Jacques Chirac et le ministre des finances Edouard Balladur ces OPA, ce qui permet de les empêcher. Dans le même temps la simplification financière du groupe conduit à la dilution des participations. Didier Pineau-Valencienne rachète des parts de l'entreprise afin de détenir plus de 50 % du capital de Schneider. La restructuration ainsi que le rachat de titre conduit à l'échec de l'OPA de Bouygues qui se retire en 1987, après avoir détenu près de 37 % du capital.
La simplification financière du groupe divise par quatre les structures financières du groupe, et permet une plus grande lisibilité des comptes du groupe. L'objectif de DPV étant de permettre une plus grande lisibilité des comptes et attirer ainsi de possibles actionnaires. Le groupe change alors de nom, Empain-Schneider devient Schneider.

##### OPA hostile sur Télémécanique

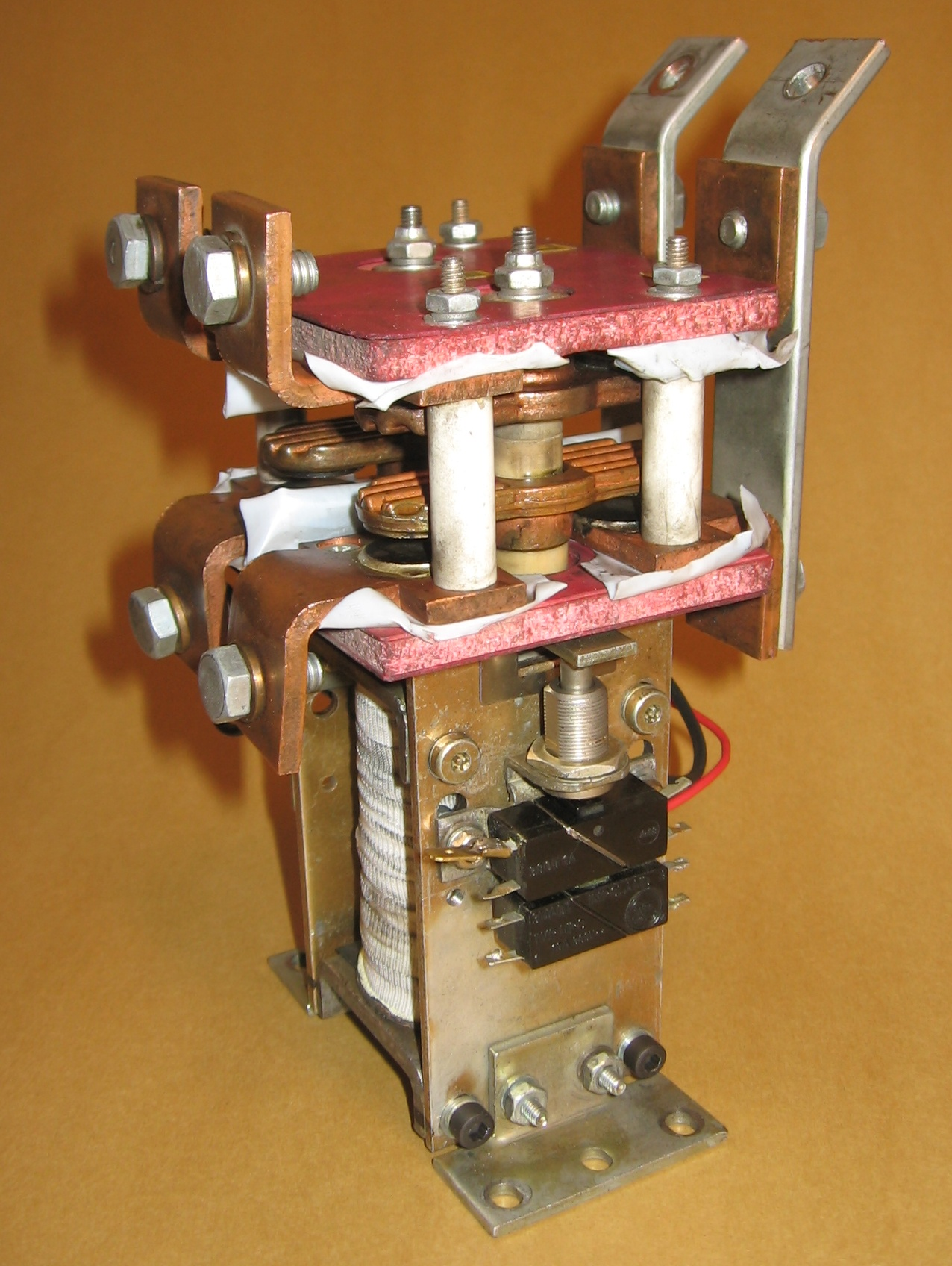
Contacteur de très forte puissance, spécialité de Télémécanique.

L'entreprise Télémécanique est une entreprise spécialisé dans les contacteur électriques, ainsi que les commandes numériques. Les activités de Télémécanique sont très proches des activités de Merlin Gerin. Didier Pineau-Valencienne et la direction de Merlin Gerin voient dans cette entreprise la possibilité de grandes synergies, et permettront de devenir un leader de grande importance, les deux entreprises étant complémentaires, notamment dans une période ou les échanges internationaux contribuent à l'émergence de grands groupes mondiaux. Par ailleurs les importants coûts en recherche et développement dans les secteurs électriques conduisent à un besoin d'amortissement sur des marchés plus important. Appuyé par le conseil d'administration, mais aussi par les banques, Didier Pineau-Valencienne décide de mener une OPA afin d'acquérir télémécanique.
La volatilité importante des actions en bourse de Télémécanique conduit à une OPA hostile de très grande ampleur : au début de l'année 1988 Schneider annonce son Offre publique d'achat en valorisant à 3 900 francs l'action de Télémécanique. Cette OPA, en pleine période électorale conduit à une levée de boucliers : le personnel de Télémécanique craint de voir l'ancienne entreprise de Creusot-Loire prendre la tête de l'entreprise et manifeste. Le ministre des finances Édouard Balladur convoque Didier Pineau-Valencienne afin de lui demander d'abandonner l'OPA,. Dans le même temps, Framatome, détenu en partie par l'état, lance à son tour une OPA le 16 février 1988 en valorisant l'action à 4 150 francs. Le conseil d'administration de Schneider augmente le montant de l'OPA à 4 300 francs, et Framatome à son tour ré-évalue son OPA à 4 500 francs. Le gouvernement décide de faire une loi afin de rendre plus difficile les OPA, et Didier Pineau-Valencienne lance avec l'aide d'une agence de communication, une campagne afin de retourner l'opinion publique. Didier Pineau-Valencienne est à nouveau convoqué à Matignon, qui cherche à faire pression pour l'abandon de l'OPA hostile ce qu'il refuse. Le 23 mars 1988 Schneider augmente son offre à 5 300 francs, ce qui représente 8.5 Milliards de francs. Les cotations de Télémécanique sont suspendus jusqu'à la fin de l'élection présidentielle, Framatome décide de faire une nouvelle offre en mai 1988 avant de se retirer considérant la valorisation de télémécanique trop importante. Le 14 juin 1988, Schneider signe alors un accord avec le nouveau gouvernement socialiste conduisant à l'acquisition de Télémécanique.
La réussite de l'acquisition de Télémécanique suscite néanmoins de nombreuses appréhensions de la part du personnel, qui craint de voir la culture de son entreprise disparaître au profit de Merlin Gerin. DPV s'engage à maintenir les acquis du personnel et dirige les deux groupes. Il met en place une fusion progressive des deux entreprises, qui ne prendra effet qu'au cours des années 1990. La réussite de cette OPA conduit à une valorisation des actions de Schneider à la bourse de Paris dont le prix est multiplié par quatre, permettant une valorisation boursière de plus de 15 milliards de francs.

#### Ambition mondiale du groupe Schneider

##### La conquête de l'Amérique
L'acquisition de Télémécanique et la valorisation du groupe conduit à un changement de stratégie. L'accélération de la mondialisation des entreprises avec la naissance de grands leaders électriques mondiaux comme ABB qui devient le leader mondial, mais aussi les évolutions du commerce mondial, avec la libéralisation des échanges et la chute du bloc de l'Est change la donne. Le chiffre d'affaires de Schneider est principalement français (54 % du chiffre d'affaires et 75 % du chiffre d'affaires étant en Europe). Face à cette évolution, Didier Pineau-Valencienne cherche à accéder au marché nord-américain. Une filiale, Schneider États-Unis est créée à cette fin. Des négociations amicales avec le groupe Square D, spécialisé dans le domaine électrique, commencent mais échouent. Avec l'aide de la banque Lazard, Schneider voit dans le rachat de Federal Pioneer une occasion de pénétrer au Canada. Ce groupe est en situation difficile, mais détient de nombreux points de vente qui manquent au groupe, le 20 mars 1990 l'achat est conclue, et le nouveau groupe est confié à la direction de Merlin Gerin. Cette acquisition marque le début de l'internationalisation du groupe Schneider.

##### OPA de Square D
Spécialisé dans les équipements de distribution électrique, les disjoncteurs, interrupteurs et fusibles, l'entreprise américaine Square D avec 19 000 salariés et une très forte implantation aux États-Unis représente une forte opportunité pour le groupe Schneider. Malgré l'échec des premières négociations, Didier Pineau-Valencienne reprend contact avec le directeur de Square D, Jerre L. Stead, lors de l'acquisition de Federal Pioneer afin de tenter un rapprochement entre les deux groupes. À de nombreuses reprises DPV part aux États-Unis afin de convaincre le conseil d'administration du groupe de l'intérêt du rapprochement qui échoue. Les conseils des banquiers de la Banque Lazard poussent à l'OPA.
Didier Pineau-Valencienne rencontre aussi General Electric et Westinghouse afin de savoir si des possibilités de rapprochement existent. Au cours d'un séjour à New York le directeur de General Electric qui espionne DPV le met en garde contre toute OPA sur Square D, faisant même bloquer à l'aéroport le départ de son avion, montrant une forte hostilité à l'arrivée de Schneider.
Malgré les hostilités du conseil d'administration de Square D, Didier Pineau-Valencienne, conseillé par Jean-Marie Messier qui travaille à la banque Lazard, lui conseille de faire d'urgence une OPA face au changement de la structure financière de Square D. Didier Pineau-Valencienne convoque d'urgence un conseil d'administration et lance une OPA hostile. C'est la première OPA hostile d'envergure d'une société non américaine aux États-Unis. Le président de la république François Mitterrand est prévenu de l'opération et l'assure de son soutien. L'OPA valorise fortement le groupe et Wall Street considère l'opération favorablement. La direction du groupe s'oppose quant à elle à l'OPA, elle lance une bataille juridique, qui conduit à de nombreux procès dans près de 10 pays. Le 2 mai 1991, Didier Pineau-Valencienne est interrogé pendant près de 9 heures par le département de Justice dans le cadre des lois anti-trust. La procédure conduit à fournir une importante documentation afin de prouver la conformité de l'OPA. Dans le même temps, DPV lance une opération de communication avec une agence de communication, il publie une lettre ouverte dans les journaux locaux ayant une usine Square D garantissant les emplois et écrits aux principaux syndicalistes de ses intentions. Le 10 mai 1991 la justice américaine conclut à la conformité de l'OPA, et le lendemain, une négociation avec les dirigeants de Square D conclut finalement un accord revalorisant l'OPA à 88 dollars par action. Schneider devient alors le premier groupe mondial d'équipement et de distribution électrique.
La réussite de l'opération conduit le journal Le Nouvel Économiste à désigner Didier Pineau-Valencienne comme Manager de l'année en 1991,. DPV met alors en place une intégration progressive au sein de Schneider en favorisant l'intégration de l'entreprise. Il nomme des membres de Square D à la tête de l'entreprise et garde l'essentiel des membres de la direction, refusant de nommer des dirigeants d'autres sociétés de Schneider.
À partir de 1992, Jack Lang, ministre de l'Éducation Nationale et la culture demande à DPV un rapport sur la formation et l'emploi des jeunes,,. En novembre 1992, il rend son rapport au Ministre dans lequel il promeut le développement de l'apprentissage mais aussi le développement des études, affirmant que l'époque du taylorisme est révolue. Le rapport préconise l'apprentissage de plusieurs langues, la restauration du certificat d'étude, la possibilité de se réorienter dans les parcours universitaires et la participation plus importante des entreprises au sein du milieu éducatif.

##### Intégration et création d'un groupe mondial

Logo de la nouvelle entité Schneider Electric.

L'acquisition de Square D conduit à un changement de stratégie de la part de Didier Pineau-Valencienne : ce dernier décide de la modification des structures de Schneider afin d'en faire un groupe unifié. Trois grands pôle régionaux sont créés, ainsi que trois pôles exécutifs distincts. Les activités américaines de Federal Pioneer et Merlin Gerin présent sont fusionnées sous la direction de Square D. En France l'intégration du groupe est plus difficile, le directeur de Merlin Gerin démissionne montrant son opposition à cette nouvelle stratégie. DPV intègre les sociétés Télémécaniques et Merlin Gerin et annonce en 1993 aux équipes sa volonté de fusionner en regroupant les activités sous la direction de Schneider. Le nouveau groupe prend alors le nom de « Schneider Electric ». L'intégration des entreprises se révèle être un succès, la méthode que DPV utilise est celle de l'intégration, mais en gardant les principaux responsables des anciennes entreprises. Dans l'exemple de Square D, les dirigeants de l'entreprise après l'OPA ne sont pas français, mais sont issus de l'entreprise. DPV visite toutes les usines de l'entreprise afin de donner sa vision de l'entreprise, tout en maintenant au poste de directions les salariés déjà présents. De même pour Télémécanique, en dehors du départ du patron et du directeur de personnel, l'ensemble des nouveaux membres dirigeants viennent de Télémécanique, permettant à l'entreprise de garder sa culture et sa spécificité. Ce n'est que dans un deuxième temps, que DPV organise des task forces, entre les différents responsables des entreprises et dans toutes les disciplines permettant de créer une culture d'entreprise plus globale comme l'affirme le directeur des Ressources Humaines du groupe : « C'est quand on a travaillé ensemble que les valeurs communes se découvrent ».
L'évolution du marché électrique, avec le développement des machines et des robots conduisent à la création d'une coentreprise avec Daimler-Benz : cette coentreprise fonctionne difficilement et Daimler Benz se retire, conduisant au rachat de l'AEG. Les  automates programmables d'AEG sont vendus dès 1996 par le groupe aux côtés de ceux des marques April et Telemecanique, dans l'attente d'une harmonisation progressive des gammes.
Dans le même temps, DPV décide de vendre les activités ne correspondant pas aux activités électriques : les activités de Jeumont Schneider industrie sont vendus à Framatome, faisant disparaître la métallurgie du groupe Schneider. Cette vente conduit à accélérer le désendettement de Schneider et à se spécialiser dans le domaine électrique.

#### De Schneider à Schneider Electric

##### Simplification financière
L'intégration du groupe laisse entrevoir les appétits d'autres groupes, dont General Electric, mais aussi Legrand qui étudient la possibilité d'une OPA hostile. Ces menaces à l'indépendance du nouveau groupe conduit DPV à poursuivre la simplification financière du groupe et le rachat des sous filiales de Schneider. Avec l'aide des banquiers, Didier Pineau-Valencienne fusionne les différentes holdings du groupe, et contrôle 100 % des groupes Merlin Gerin, Télémécaniques et Square D. Dans la même perspective, il rachète en 1992 les actions de Cofibel et Cofimines, en rachetant des parts de sociétés non détenues par Schneider à travers une OPA menée le 5 mars 1993.
Les fusions des holding contribuent à faire de Schneider un groupe très lisible financièrement, avec une capitalisation de 26 milliards de francs, plus de 101 000 salariés, 59 milliards de francs de chiffre d'affaires dont 60 % hors de France,.

##### Affaire belge
L'OPA menée sur Cofibel voit s'opposer les actionnaires minoritaires qui se sentent lésé par l'OPA, le 27 avril 1993 trois actionnaires minoritaires déposent plainte contre DVP et la SPEP dénonçant les opérations. À la mi-septembre face aux plaintes des actionnaires minoritaires, Schneider décide d'augmenter la valeur de son offre. La justice belge saisie ordonne des perquisitions et interroge des responsables belges et français. Accusé de blanchiment d'argent, DPV se défend dans la presse, dans une interview aux échos. Le juge convoque Didier Pineau-Valencienne pour une audition, le 26 mai 1994, DPV se rend de plein gré à la convocation du juge qui décide de l'incarcérer le lendemain à la prison de Forest,. Son arrestation fait l'effet d'une bombe, trente-six patrons et personnalités françaises dont l'ancienne premier ministre Édith Cresson apportent leurs soutiens à DPV dans une publication du Journal du dimanche. Le premier ministre Édouard Balladur appelle son homologue belge, Jean-Luc Dehaene, pour protester officieusement contre son arrestation.
Il est libéré le 7 juin 1994 contre une caution et dénonce dans une tribune du journal Le Monde du 11 juin 1994 un guet-apens . Les poursuites se poursuivront pendant près de 12 ans, le juge rendant son verdict en 2006, DPV est acquitté de 143 chefs d'accusation sur 146: seuls les principaux chefs d'accusation de blanchiment d'argent et d'escroquerie sont retenus. Mais le tribunal considère qu'il n'y a pas lieu de  prononcer de peines, le délai raisonnable pour ce faire étant dépassé après plus de 12 ans de procédures,,.

##### Engagement syndical et politique
Fervent partisan de l'intégration européenne, Didier Pineau-Valencienne se montre un pro-européen convaincu soutenant publiquement la ratification du traité sur l'Union européenne, qui est à l'origine de la création de l'Euro.
Dans le même temps, il devient le président du think tank l'Institut de l'entreprise de 1993 à 1995. Le think tank a pour vocation de développer le point de vue des acteurs économiques et principalement les entreprises dans le débat public. Dans le même temps, sur la demande du premier Ministre Édouard Balladur, il participe à la rédaction du Rapport Mattéoli qui avait pour but de trouver des solutions au chômage des jeunes.
En 1996, à la demande du nouveau président de la République, Jacques Chirac demande de nouveau un rapport à Didier Pineau Valencienne sur l'emploi des jeunes. Dans ce rapport, il propose le développement des « stages diplômants »,,. Ces propositions sont vite enterrés, Jacques Chirac décidant de dissoudre l'Assemblée nationale. La nouvelle majorité élue, et la nomination de Claude Allègre à la tête du ministère de l'Éducation Nationale conduit très vite à la non-application de la mesure. Seuls quelques stages auront lieu, en partenariat avec l'université de Bordeaux.
Dans le même temps que son rapport afin de proposer des stages diplômants, DPV lance au sein de Schneider un plan d'intégration pour les jeunes, « Avenir Jeunes » afin d'intégrer 2 500 jeunes en alternance au sein de l'entreprise,
En 1997 Didier Pineau-Valencienne se lance dans le syndicalisme, en devant membre du CNPF, précédent nom du Mouvement des entreprises de France (Medef), dont il devient vice-président et président.
DPV est favorable à la publication des salaires des patrons.

##### Schneider 2000
Les modifications de l'économie mondiale, avec la disparition des douanes du fait de l'ALEAN et l'accélération des échanges conduisent à accentuer la concurrence. Dans le même temps les audits de Schneider montrent que celui-ci n'est pas assez rentable. DPV lance alors le plan « Schneider 2000 » dont l'objectif est de doubler avant l'an 2000 le rythme de croissance, la vitesse de développement des produits et la compétitivité. Des indicateurs sont mis en place, et ce plan est mené par les salariés eux-mêmes : l'objectif est double, augmenter la rentabilité du groupe, mais aussi développer une culture Schneider, qui dépasse les simples filiales. En 1997 est mis en place un intéressement aux résultats pour les salariés avec la possibilité d'obtenir des stock options du groupe, plus de 16 000 salariés dans 38 pays y souscriront.
Le résultat du plan Schneider 2000 s'avère une réussite, développant de nombreuses initiatives de la part des salariés du groupe. En 1998 les résultats du groupe passent de 0.8 milliard à 2.7 milliards, le temps de production des produits est réduit de moitié et le désendettement de Schneider s'accélère passant de 48 % à 7 %.
En 1998, DPV achète le suédois Lexel, spécialisé dans la distribution électrique ultra terminale (prises électriques et interrupteurs), cette acquisition permet à Schneider d'entrer dans un secteur électrique où il est absent. Dans le même temps des négociations s'ouvrent avec la société Legrand spécialisé elle aussi dans la distribution électrique ultra terminale. DPV craint la dilution du capital de Schneider et refuse le rachat. Le 28 janvier 1998, il annonce son départ de l'entreprise pour l'année 1999 conformément aux statuts de Schneider qu'il refuse de changer : ces statuts donnent alors l'âge de 65 ans comme âge limite pour le poste de directeur général. Le 25 février 1999 il quitte le groupe Schneider, mais reste administrateur et président d'honneur de Schneider.
La décision de lancer une OPA par son successeur en 2001 sur l'entreprise Legrand conduit Didier Pineau-Valencienne à s'y opposer, et il décide alors de démissionner du conseil d'administration, dénonçant l'OPA le 19 octobre 2001. Legrand sera finalement revendu en 2002 et quitte Schneider.

### Finance
Didier Pineau-Valencienne poursuit sa deuxième vie en tant que financier. En 1999, il travaille au sein de Créduit Suisse Frist Boston. En 2002, il devient le président du Comité des investissements de Sagard, société spécialisée en Capital-investissement, dont l'actionnaire majoritaire est le canadien Power, un ancien actionnaire de Schneider.
À la demande du PDG de Bull et son ami Pierre Bonelli qui décède en 2004, Didier Pineau-Valencienne prend la tête du groupe Bull de mars à mai 2004, où il engage la recapitalisation du groupe en difficulté. Une fois cette recapitalisation du groupe engagée, il démissionne, certains voyant dans sa démission un désaccord avec les actionnaires, ce qu'il nie affirmant que sa mission est accomplie,.
En 2010, Didier Pineau-Valencienne revient en participant à Montaigne Capital, une société de gestion de portefeuille innovante dans lequel il prend une participation de 30 %. Il devient également membre du conseil d'administration de la banque privée suisse Hottinger & Cie dont le siège est à Zurich.
Il avait investi au tout début des années 2020 avec Gaël de La Rochère, dans Comeca, une société d’équipements électriques dont il assistait aux conseils d'administration à 90 ans passés.

## Vie privée et décès
Il était marié à Guillemette Rident et le couple avait quatre enfants.
Passionné de littérature, Didier Pineau-Valencienne possédait plusieurs centaines de livres rares. En 2020, il avait publié une autobiographie, Soleil et sympathie, où il retraçait sa passion de la lecture et des éditions originales de ses auteurs préférés.
Il avait acquis une propriété à Saint-Hilaire-du-Bois (commune aujourd'hui fusionnée dans celle de La Caillère-Saint-Hilaire) en Vendée d'où sa famille paternelle était originaire. Il y avait fait construire une chapelle, ouverte au public, la chapelle Jean-Paul II le Bienheureux, et où se trouve une relique de ce pape.
Décédé le 20 décembre 2024, à l'âge de 93 ans, Didier Pineau-Valencienne sera inhumé, après une cérémonie religieuse le 24 décembre à l'église Notre-Dame de Boulogne, au cimetière de Saint-Hilaire-du-Bois le 27 décembre.